# 에릭 라딘
에릭 레이딘(Eric Ladin, 1978년 2월 16일 ~ )은 미국의 배우, 성우이다.
휴스턴에서 태어났다.

## 출연 작품
- 울브스 앳 더 도어 (2016년)
- 리버 가드 (2015년)
- 더 미싱 걸 (2015년) - 스키피 역
- 아메리칸 스나이퍼 (2014년)
- 애나벨 (2014년) - 클라킨 역
- Highland Park (2013)
- 바 스타즈 (2007년)
- 덕 (2005년)
- 커스드 (2005년) - 루이 역
- 서피스 (2005년)
- 툴박스 머더 (2004년)

### 텔레비전
- 제너레이션 킬 (2008)
- 매드맨 (2008-09) - 윌리엄 역
- 빅 러브 (2010)
- 킬링 (2011-12)
- 보드워크 엠파이어 (2013)
- 브링크 (2015)
- 식스 (2018)